# M 5 (звёздное скопление)
Messier 5 (англ. M 5, NGC 5904, рус. Мессье 5) — шаровое звёздное скопление в созвездии Змеи.

## История открытия
M 5 было открыто немецким астрономом Готтфридом Кирхом в 1702 году во время наблюдения им кометы. Шарль Мессье обнаружил его в 1764 г. и посчитал, что это туманность без звёзд. Уильям Гершель идентифицировал индивидуальные звёзды в скоплении в 1791 г., пересчитав около 200 из них.

## Интересные характеристики
Простираясь на 165 световых лет в поперечнике, M 5 является одним из самых крупных известных звёздных шаровых скоплений. Сфера гравитационного влияния M 5, (то есть объём пространства в котором звёзды притягивались бы скоплением, а не отрывались бы гравитационным тяготением Млечного пути) имеет радиус около 200 световых лет. Это большое скопление принадлежит к наиболее массивным в окрестности нашей Галактики, его масса эквивалентна 2 млн масс Солнца.
Имея возраст в 13 миллиардов лет, это скопление является также одним из самых старых скоплений в составе Галактики Млечный Путь. Расстояние от Земли до M 5 около 24 500 световых лет. Скопление содержит по разным оценкам от 100 000 до 500 000 звёзд.

### Переменные звёзды
Как минимум 105 звёзд в M 5 являются переменными звёздами, 97 из них принадлежат к типу RR Лиры. Переменные типа RR Лиры, иногда называемые «Переменными Скопления», некоторым образом аналогичны Цефеидам и поэтому могут быть использованы в качестве инструмента для измерения расстояний во внешнем космосе, так как для них хорошо известна зависимость между амплитудой и периодом изменения блеска. Самые яркие и легче всего наблюдаемые переменные в M 5 меняют яркость от 10,6 до 12,1 за период в 26,5 дней. В скоплении также имеется карликовая новая звезда.

## Наблюдения

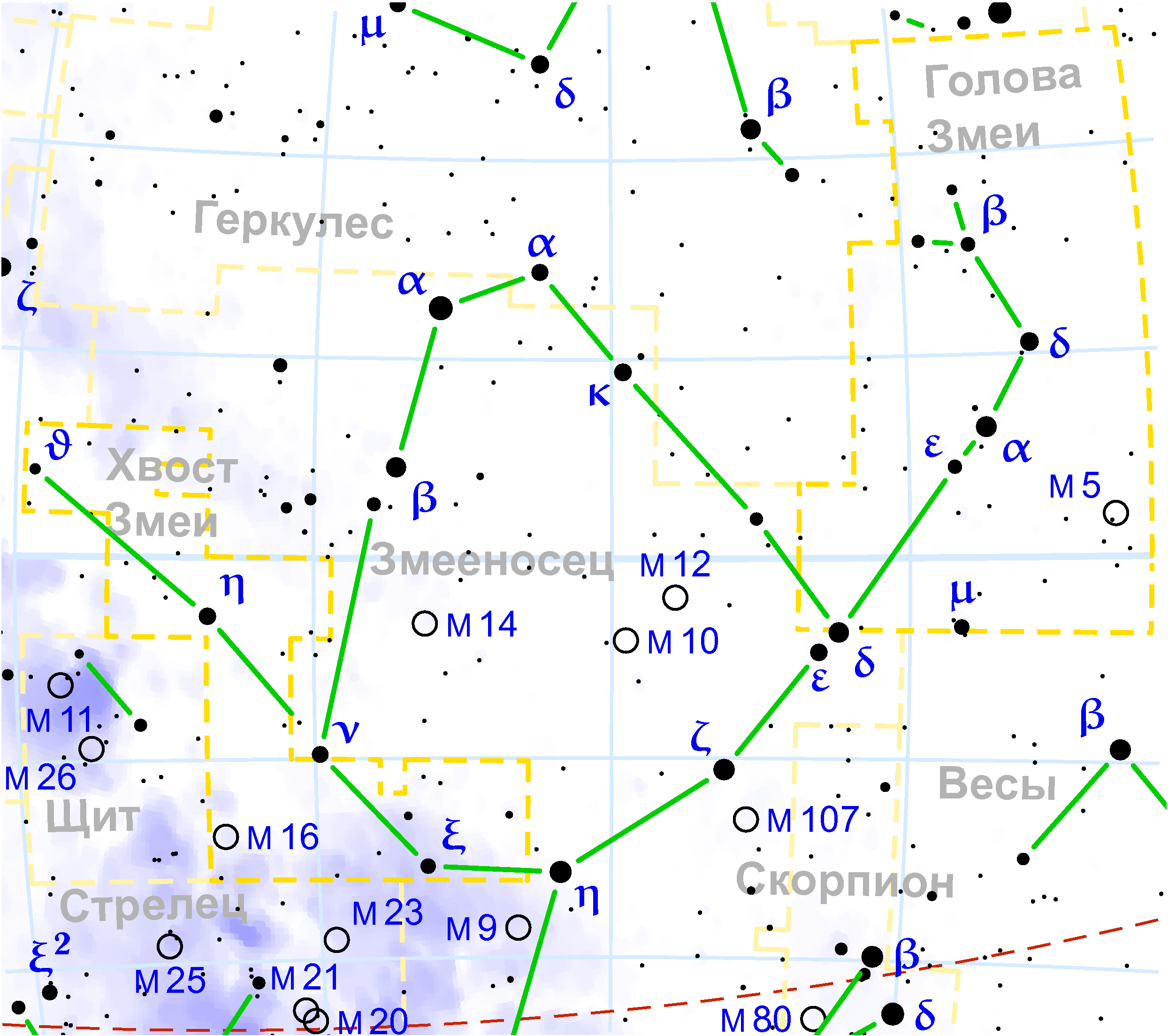
M 5 находится в Созвездии Змеи

На ясном загородном небе в новолуние M 5 можно попытаться найти невооруженным глазом как тусклую «звезду» около звезды 5 Змеи. Наилучшее время наблюдения в России — весна. В бинокль или подзорную трубу скопление видно как округлое диффузное облачко. В телескоп даже и малой апертуры (от 80 мм) при соответствующем увеличении различаются отдельные звёзды. Наиболее яркие из них обладают видимой звёздной величиной 12,2m. В телескоп апертурой 100 мм хорошо видны звёзды по краям (около двух десятков). В 150 мм скопление представляет собой богатый рой звёзд. В 200 мм и более распадается на звёзды почти до самого центра и становится видно неравномерность падения звёздной плотности при движении от центра к краю. Цепочки звёзд выстраиваются в фигуру, напоминающую краба или жука.

### Соседи по небу из каталога Мессье
- M 10 и M 12 — (на восток, в Змееносце) два более тусклых шаровых скопления.

### Последовательность наблюдения в «Марафоне Мессье»
…M 13 → M 92 → M 5 → M 57 → M 12…

## Изображения
Гал. долгота 3,8587° 

Гал. широта +46,7964° 

Расстояние 24 500 св. лет